# Joodethaan
Joodethaan of ethyljodide is een organische verbinding met als brutoformule C2H5I. Het is een ontvlambare kleurloze vloeistof, die bij aanraking met lucht geel-roodachtig wordt. De stof wordt in de chemische sector veel aangewend bij alkyleringreacties, vooral omdat het een goed substraat is bij SN2-reacties.

## Synthese
Joodethaan wordt gesynthetiseerd door ethanol met di-jood en fosfor te verwarmen.

## Toxicologie en veiligheid
De stof ontleedt bij verbranding, met vorming van jood en waterstofjodide. Ze reageert met sterke basen en sterk oxiderende stoffen.